# Gütersteiner Wasserfall

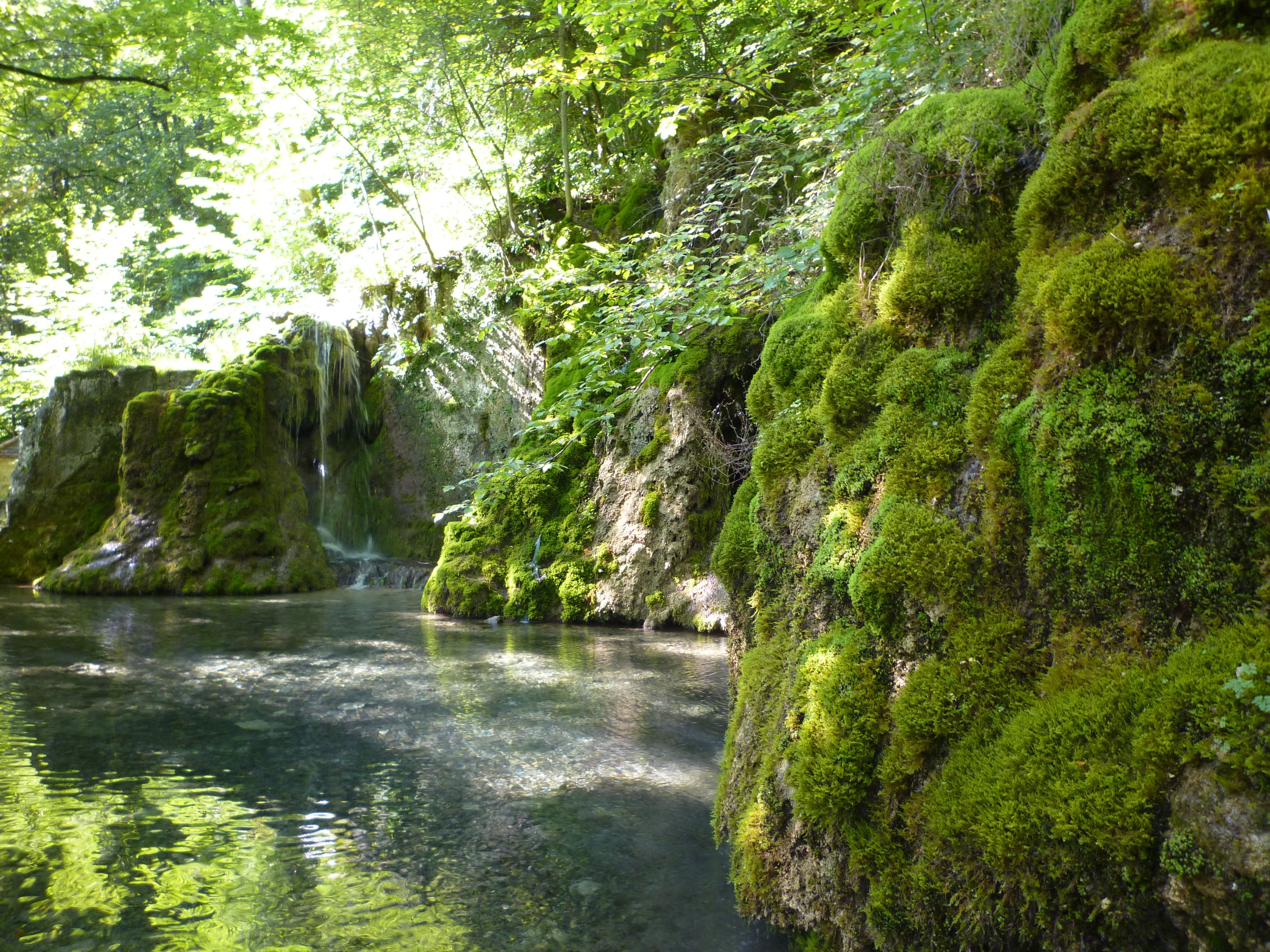
Oberer Gütersteiner Wasserfall

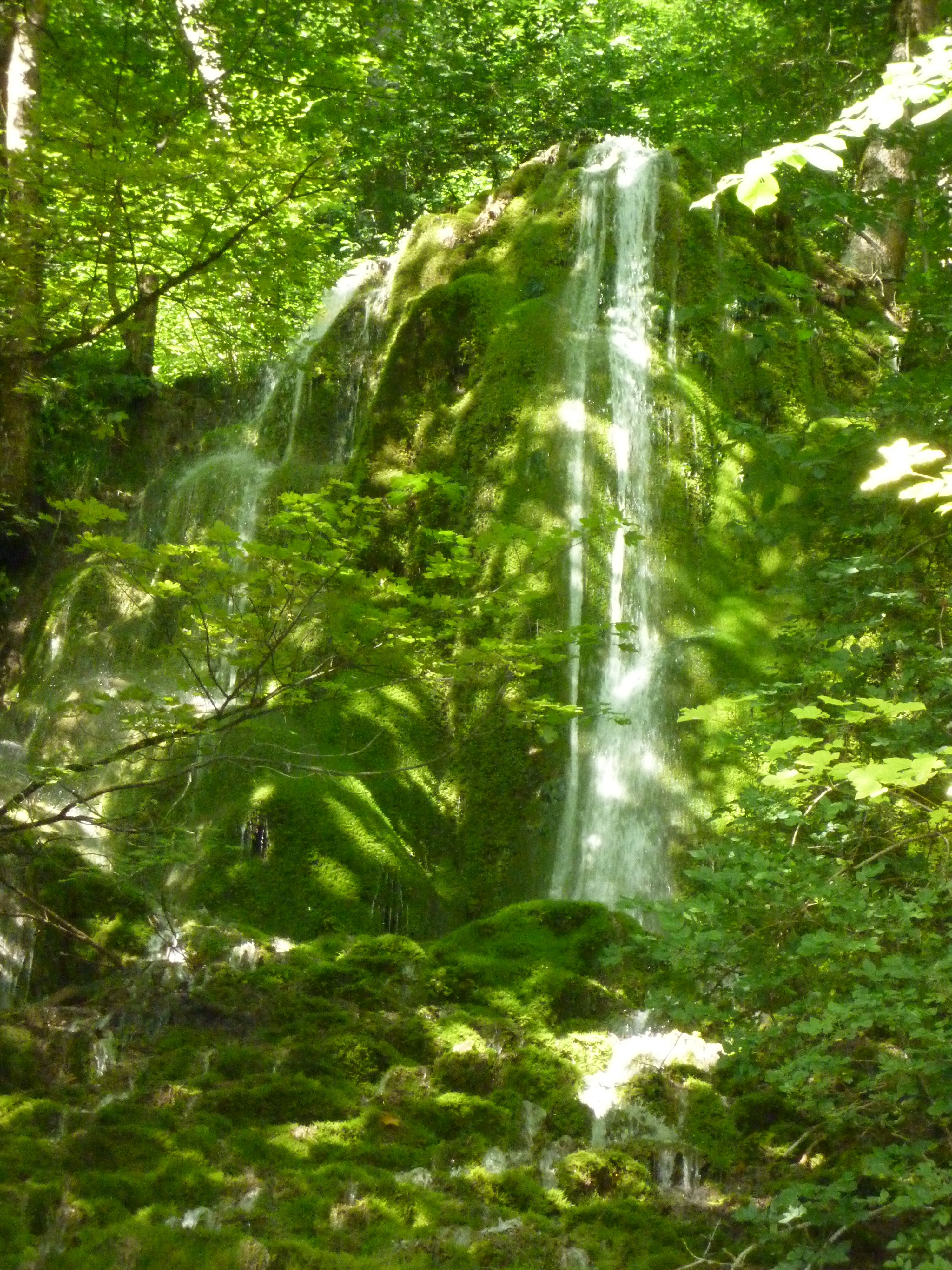
Unterer Gütersteiner Wasserfall

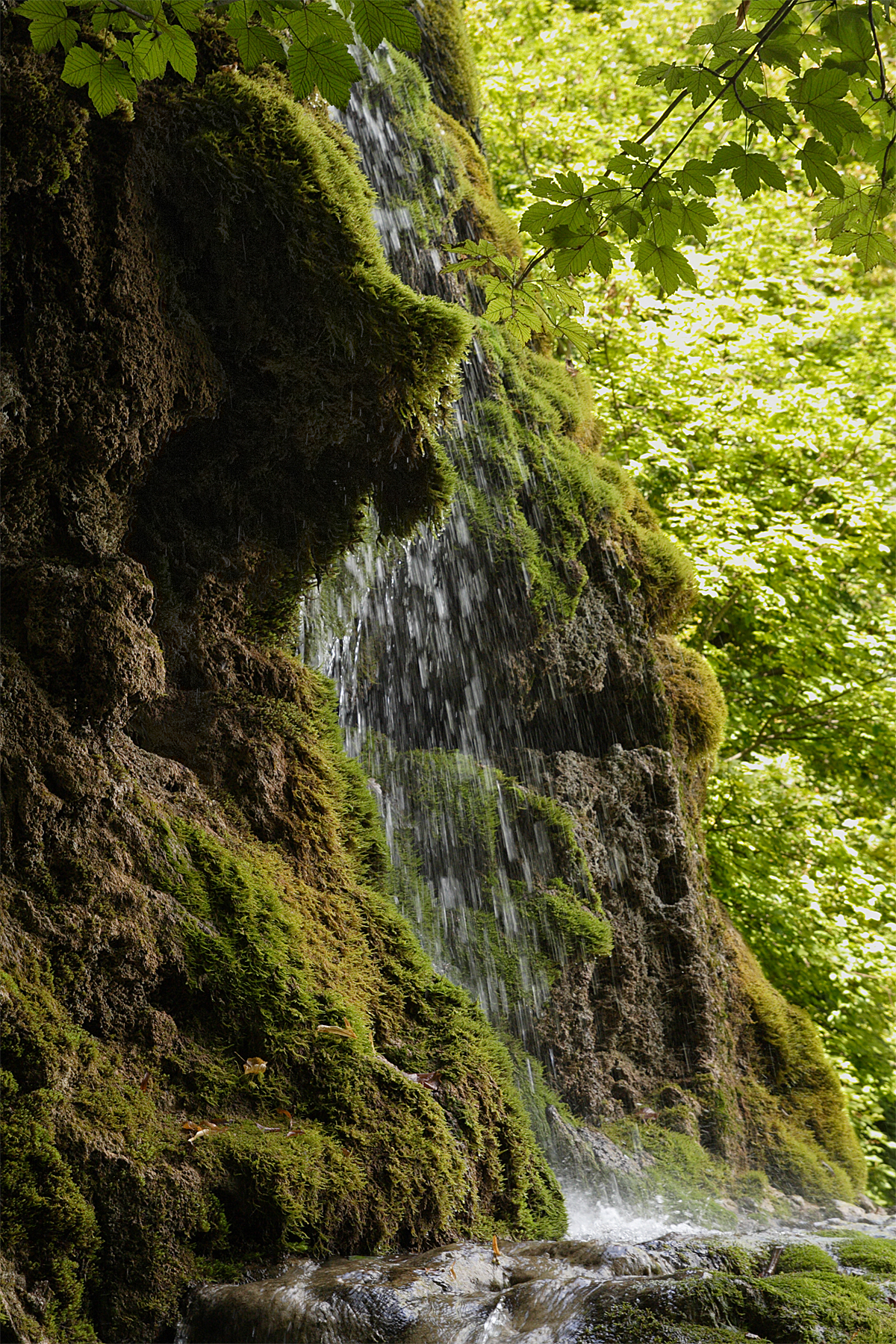
Die mächtige Basis einer Kalktuffnase. In den nassen Moospolstern verfängt sich der chemisch ausgefällte Kalktuff

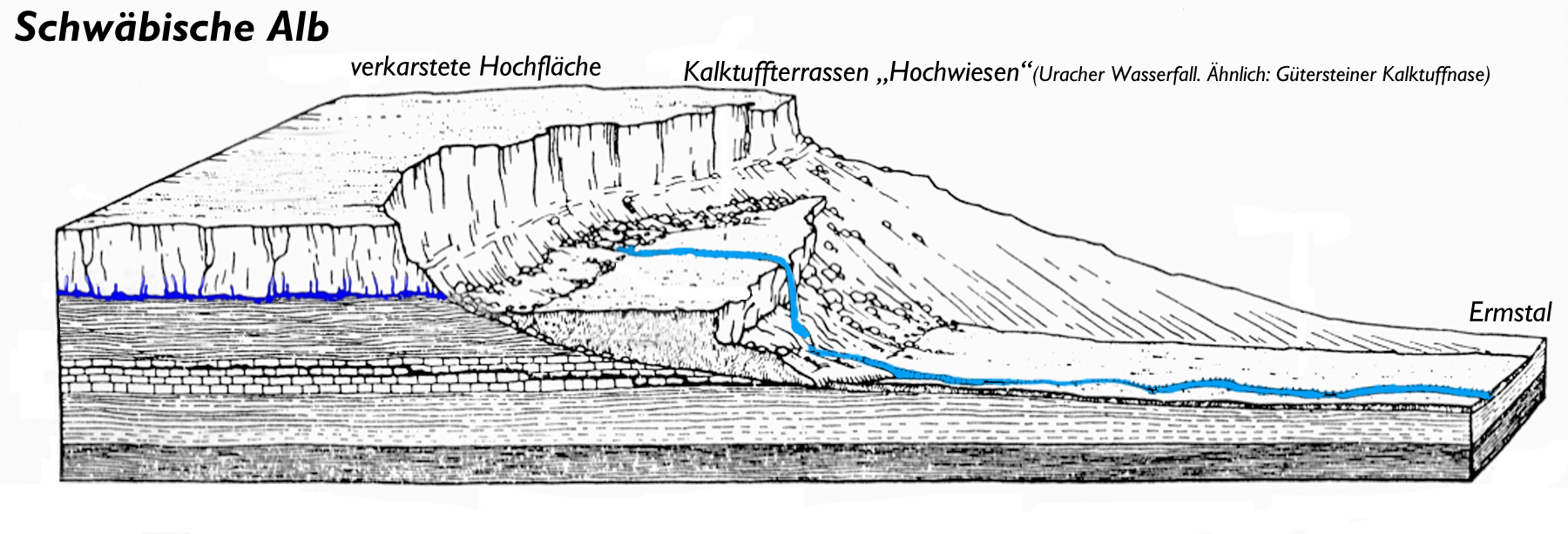
Das Blockbild zeigt wie an der „Hochwiese“ der Bad Uracher Wasserfall und auch die Gütersteiner Wasserfälle hinabstürzen

Der Gütersteiner Wasserfall liegt rund 1500 Meter nordwestlich des Uracher Wasserfalls im Maisental, einem Seitental der Erms, zwei Kilometer südwestlich von Bad Urach. Er stürzt in einen Talschluss, in dem ehemals die Kartause Güterstein stand.
Der Wasserfall ist durch ein künstlich angelegtes Becken zweigeteilt. Der sogenannte obere Gütersteiner Wasserfall rieselt über Tuffsteine in dieses Wasserbecken. Das Wasser, das diesem Becken wieder entfließt, rinnt über den Wanderweg und stürzt anschließend einen aus seinen eigenen Ablagerungen gebildeten, bemoosten Kalktuffnase hinunter, in welchem es eine Rinne ausgewaschen hat. Das abfließende Wasser mündet nach etwa 1,8 km in den Brühlbach.
Dieser Wasserfall entstand auf die gleiche Weise wie der benachbarte Uracher Wasserfall. Aus im Wasser mitgeführtem Kalk schuf eine Quelle durch Sinterablagerungen eine rund 25 m breite und 125 m lange Sinterkalkterrasse, die an der Stirnseite die nötige Fallhöhe bot. Anders als beim Uracher Fall wurde hier jedoch der obere Teil der Terrasse durch Kalktuffabbau künstlich verkleinert. Unterhalb, am Terrassenabriss, bildet sich die ständig weiter wachsende Kalktuffnase.
Die Vegetation im Wasserfallgebiet ist sehr üppig. Von Brunnenmoosen bis zum seltenen Hirschzungenfarn gedeihen viele Pflanzen in dem feuchten Habitat. Im kleinen Becken unterhalb des oberen Wasserfalls leben Feuersalamanderlarven. Das Gebiet um den Wasserfall ist hauptsächlich Bannwald.